# Elisabeth Schwarzkopf

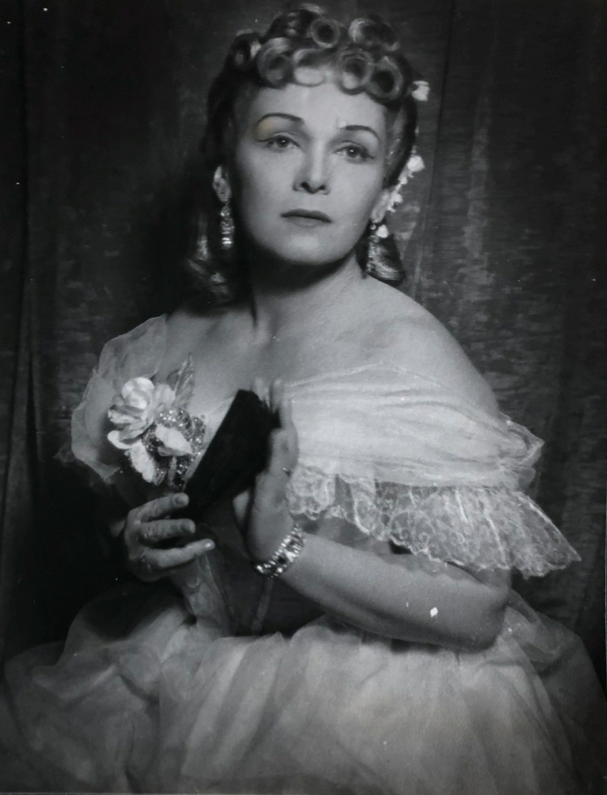
Elisabeth Schwarzkopf,
Foto: Fred Erismann, 1942

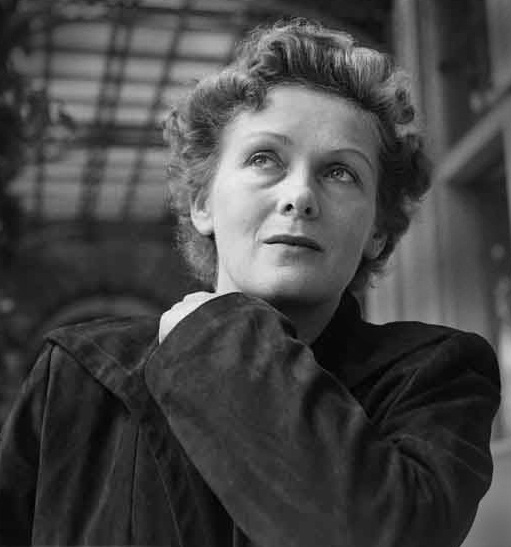
Elisabeth Schwarzkopf bei den Musikfestwochen in Luzern 1948

Dame Olga Maria Elisabeth Frederike Legge-Schwarzkopf, DBE (* 9. Dezember 1915 in Jarotschin, Provinz Posen; † 3. August 2006 in Schruns, Österreich) war eine deutsch-britische Opern- und Liedsängerin. Sie galt als eine der führenden Sopranistinnen der zweiten Hälfte des 20. Jahrhunderts, die besonders für ihre Interpretationen von Mozart- und Strauss-Opern bekannt war.

## Leben

### Jugend in Deutschland
Elisabeth Schwarzkopf wurde als einziges Kind des Gymnasiallehrers Friedrich Schwarzkopf und dessen Frau Elisabeth, geb. Fröhlich, geboren. Von Kindheit an zeigte sie großes Interesse an der Musik. Neben dem Gesang erlernte sie auch Klavier, Gitarre, Violine und Orgel. Mit 13 Jahren sang sie die Eurydice in einer Schulaufführung von Glucks Orfeo ed Euridice in Magdeburg. 1934 begann sie ihr Gesangsstudium an der Berliner Hochschule für Musik, zunächst als Altistin (bei Lula Mysz-Gmeiner) und Mezzosopran, später als Koloratursopran (bei Maria Ivogün sowie Heinrich Egenolf). Daneben besuchte sie die Liedklasse von Georg Vollerthun.
Am 15. April 1938 debütierte sie am Deutschen Opernhaus in Charlottenburg als zweites Blumenmädchen in Wagners Parsifal. Sie blieb vier Jahre lang in Berlin; ihr künstlerischer Durchbruch fand 1940 statt, denn mit ihrem Debüt als Zerbinetta in Ariadne auf Naxos weckte sie das Interesse der Koloratursopranistin Maria Ivogün, die sie nun als ihre Privatschülerin im Sopranrepertoire und Liedgesang unterrichtete.
Schwarzkopf ging es nicht um den natürlichen Eigenton, was ihr oft vorgehalten wurde, sondern um eine präzise Vorstellung und Imagination vom Klang des jeweils zu singenden Liedes. Sie verfärbte auch nicht die Vokale, sondern dämpfte sie, wie sie es von der italienischen Oper her kannte. In ihren besten Zeiten hatte sie eine absolut sichere Intonation, die sie erst in ihren letzten Jahren einbüßte.

### Karriere in Wien
1942 wurde sie von Karl Böhm zusätzlich zu ihrem Berliner Engagement an die Wiener Staatsoper verpflichtet. Dort wirkte sie in Wolfgang Amadeus Mozarts Entführung aus dem Serail mit und sang später auch die Mimi in Puccinis La Bohème und Violetta in Verdis La traviata. 1944 stand sie auf der Gottbegnadeten-Liste.
Nach dem Zweiten Weltkrieg spielte sie im Ausweichquartier der Staatsoper im Theater an der Wien erneut Mimi und Violetta und gehörte zum berühmten Wiener Mozart-Ensemble. Die Europatourneen der Staatsoper führten sie 1947 als Donna Elvira in Mozarts Don Giovanni nach London (Royal Opera House) und 1948 an die Mailänder Scala, in der Rolle der Marschallin aus Strauss’ Rosenkavalier, die eine ihrer wichtigsten Rollen wurde.
Das offizielle Debüt am Royal Opera House machte Schwarzkopf am 16. Januar 1948 als Pamina in Mozarts Zauberflöte und an der Scala am 29. Juni 1950 in Beethovens Missa solemnis. Am 11. September 1951 sang sie die Anne Trulove in der Uraufführung von Stravinskys The Rake’s Progress. Seit dieser Zeit trat sie auch regelmäßig (vor allem in Mozart-Opern) bei den Salzburger Festspielen auf. Ihr Debüt an der Metropolitan Opera gab sie am 13. Oktober 1964 als Marschallin. Legendär bleibt auch ihre Aufnahme (1966) der Vier letzten Lieder von Richard Strauss unter George Szell.

### Walter Legge
Im März 1946 stellte Herbert von Karajan die junge Sängerin Walter Legge vor, dem damaligen Produzenten der englischen EMI („His Master’s Voice“, HMV), der auf „Stimmensuche“ in Wien weilte. Die Sängerin wurde zu einem „Probesingen“ bei ihm eingeladen. Sie erarbeitete mit ihm und Herbert von Karajan am Flügel Hugo Wolfs Lied Wer rief dich denn? und bekam daraufhin einen Exklusiv-Vertrag. Aus der beruflichen Zusammenarbeit mit Legge wurde auch eine persönliche Beziehung; sie heirateten am 19. Oktober 1953 in Epsom (England). In Zusammenarbeit mit Legge formte sie nun ihren eigenen unverwechselbaren Gesangsstil einer kühlen, „silbernen“ Glätte, einer überaus stimmschönen, subtilen Nuancierung und stets leicht distanzierten Darbietung aus den Vorbildern der großen Sängerinnen ihrer Zeit. Ihr Repertoire blieb dabei stets der deutschen Liedtradition des 19. Jahrhunderts und der Spätromantik treu.
Auf Rat ihres Ehemannes reduzierte Schwarzkopf in den Folgejahren ihr Bühnenrepertoire auf ihre Paraderollen: Donna Elvira in Don Giovanni, die Gräfin in Die Hochzeit des Figaro, Fiordiligi in Così fan tutte, Gräfin in Strauss’ Capriccio und die Marschallin im Rosenkavalier. Daneben sang sie auch manchmal die Rolle der Alice Ford in Verdis Falstaff.

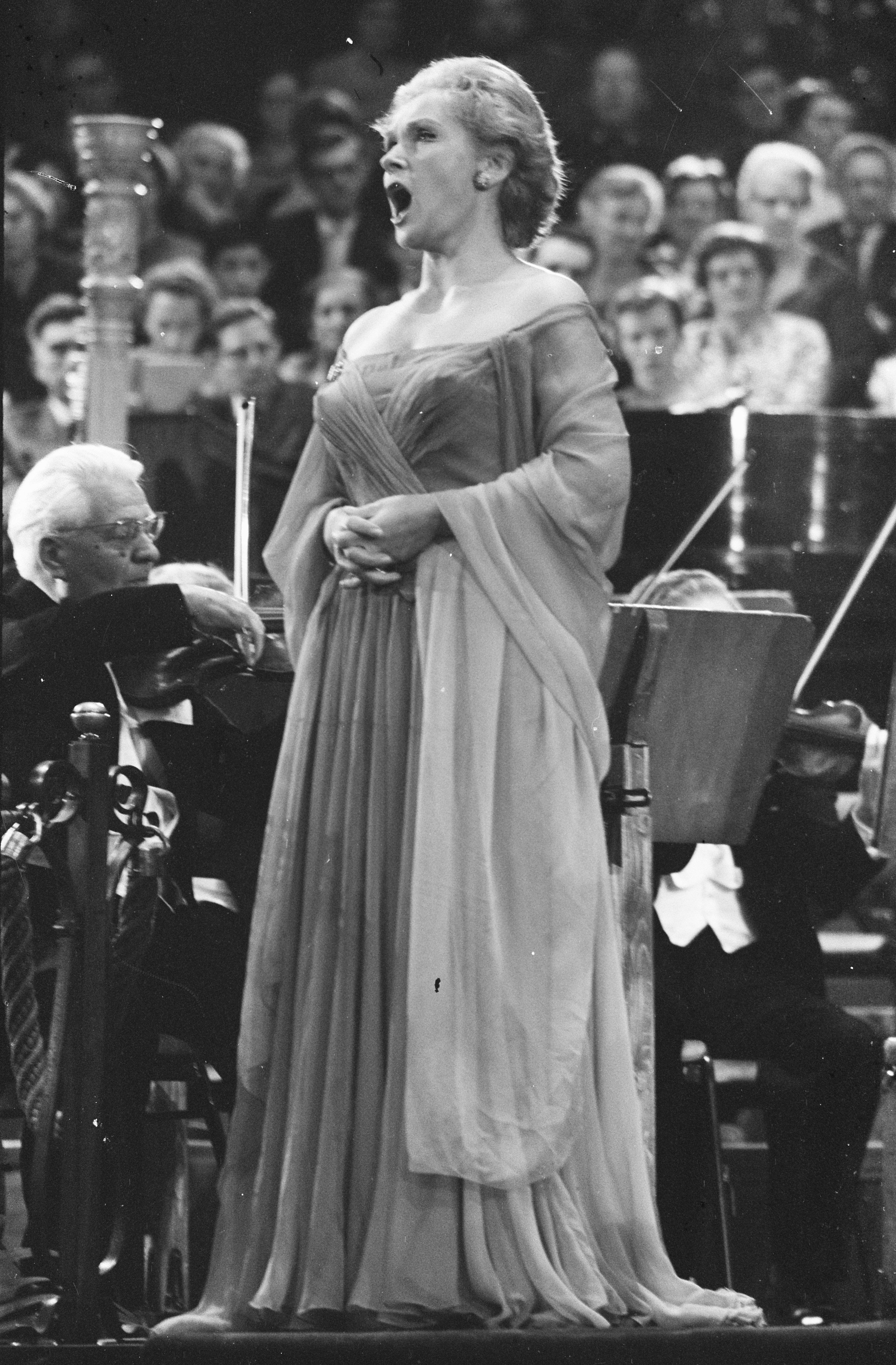
Elisabeth Schwarzkopf, Amsterdam, 1961

### Gesangspädagogin
In den 1980er Jahren begann Schwarzkopf Gesang in ihren Meisterklassen zu unterrichten. Ihre rücksichtslose Härte gegenüber sich selbst forderte sie ebenso von ihren Schülern, zudem einen bedingungslosen Willen zur Klarheit der Artikulation, der Phrasierung und zur stimmlichen Perfektion. So sehr ihre Kurse gefürchtet waren, so begehrt waren andererseits die damit erworbenen Kenntnisse und Fähigkeiten. Sie unterrichtete in ihren Meisterklassen nahezu 500 Sängerinnen und Sänger. Zu ihren Schülern zählen unter anderem Thomas Hampson, Christian Gerhaher, Matthias Goerne, Hans-Günther Dotzauer, Georg Heckel, Heidrun Heinke, Josephine Pilars de Pilar, Linda Plech, Simone Kermes, Cornelius Hauptmann, Annett Illig, Charlotte Margiono und Aga Mikolaj.

### Abschied
Ihren Abschied von der Oper hatte Schwarzkopf am 31. Dezember 1971 im Brüsseler Monnaie-Theater in ihrer Paraderolle, der Marschallin (nur der erste Akt). In den folgenden Jahren widmete sie sich ausschließlich dem Lied, der letzte Liederabend fand am 17. März 1979 in Zürich statt. Seit 2002 lebte die Sängerin in Vorarlberg und gab weiterhin privaten Unterricht. Ihre zweite Meisterklasse 1988 der Hugo-Wolf-Akademie Stuttgart und ihre letzte Meisterklasse mit Hugo-Wolf-Liedern in Wien 2003 wurden filmisch dokumentiert. Zu ihrem 90. Geburtstag gab in Hohenems der Bariton Matthias Goerne mit Eric Schneider am Klavier einen Liederabend mit Hugo-Wolf-Liedern nach ihrer Wahl.

### Kritik aufgrund ihrer NSDAP-Mitgliedschaft
Seit der Behandlung des Themas in der Dissertation des österreichischen Historikers Oliver Rathkolb aus dem Jahr 1982 wurde in Medien und Fachliteratur wiederholt das Verhältnis der Sängerin zum Nationalsozialismus thematisiert. Es wurde kritisiert, dass Schwarzkopf sowohl in der unmittelbaren Nachkriegszeit wie in Konfrontation mit den Enthüllungen der 1980er und 1990er Jahre widersprüchliche Angaben machte und unter anderem ihre NSDAP-Parteimitgliedschaft seit 1940 (Mitgliedsnummer 7.548.960) zunächst leugnete und dann mit unterschiedlichen Erklärungen verteidigte. Nach einer Version sei sie beispielsweise nur auf Anraten ihres Vaters in die Partei eingetreten, der selbst zuvor wegen des Verbots einer Veranstaltung der Nationalsozialisten an seiner Schule seine Stellung als Direktor verloren habe. Kritiker warfen der Sängerin allerdings typische Verdrängungsmechanismen und rücksichtslosen Karrierismus in der NS-Zeit vor. Schwarzkopfs Biograph Alan Jefferson vertrat die Ansicht, Schwarzkopf sei die Geliebte von Hans Frank gewesen, des Generalgouverneurs im besetzten Polen, und dass sie die 12 Monate, die sie 1943–44 ohne Bühnenauftritte verbrachte, weitgehend in seiner Gesellschaft verbrachte. In weiteren Veröffentlichungen wurde thematisiert, dass sie Gesangsauftritte auf Parteiveranstaltungen und während des Krieges vor Einheiten der Waffen-SS hatte. Verteidiger Schwarzkopfs argumentierten mit ihren Beteuerungen, immer strikt Kunst und Politik getrennt zu haben und selbst ein unpolitischer Mensch zu sein. Die FAZ resümierte in ihrem Nachruf vom 4. August 2006: „Daß sie die Fehltritte vertuscht hatte, auch, als die Sache ruchbar wurde, nicht freimütig eingestand, wurde ihr von manchen mehr zum Vorwurf gemacht als die Nutznießerschaft am NS-Kultursystem selber.“

### Tod

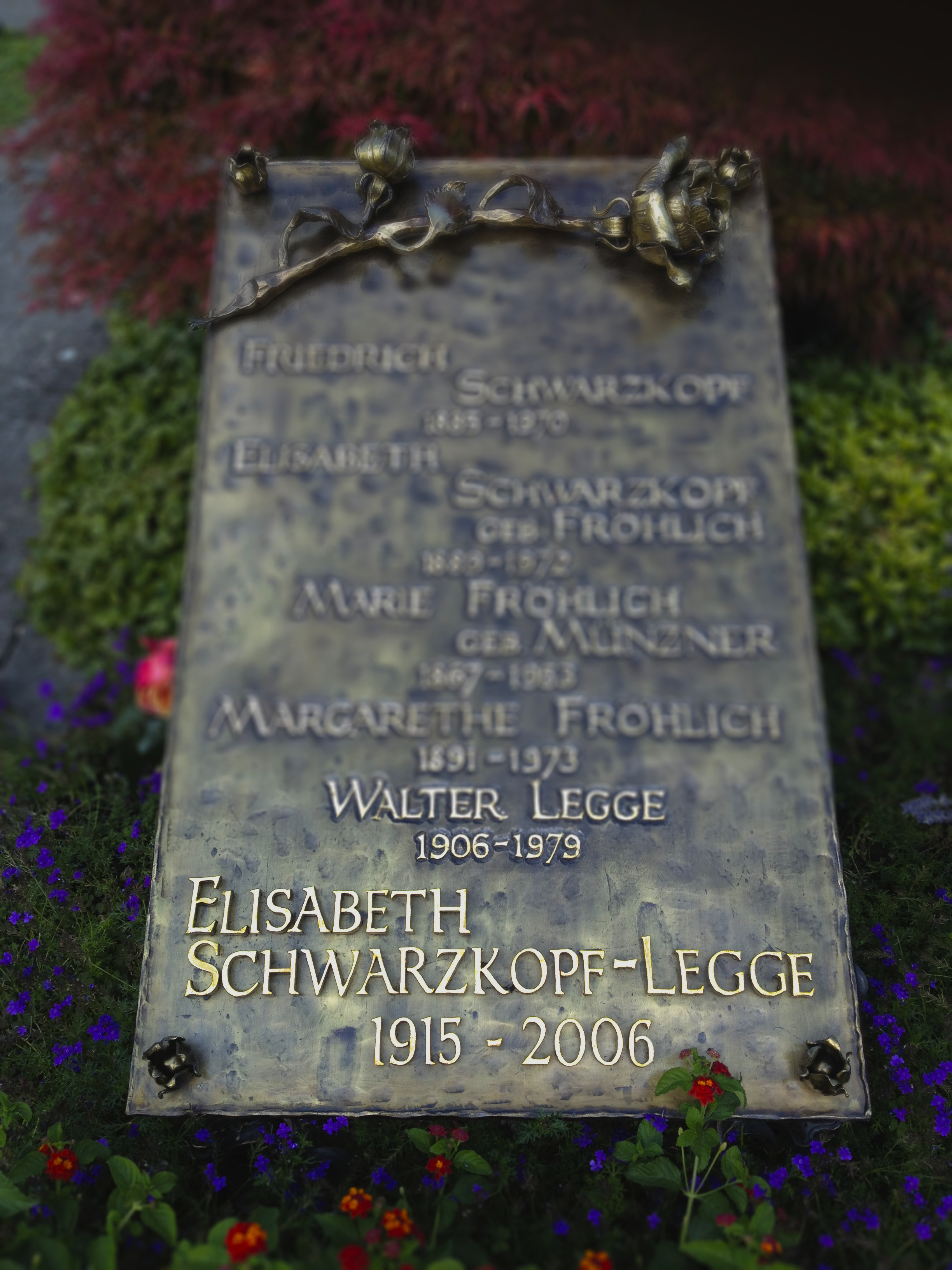
Grabmal in Zumikon

Elisabeth Schwarzkopf starb im Alter von 90 Jahren. Ihre Urne wurde in Zumikon bei Zürich, wo sie von 1982 bis 2003 gelebt hatte, in einem Familiengrab mit der ihres Mannes, Walter Legge, neben ihren Eltern beigesetzt. Ihr schriftlicher Nachlass findet sich im Elisabeth Schwarzkopf-Museum der Schubertiade Vorarlberg in Hohenems. Das Museum wurde im August 2011 eröffnet.

## Ehrungen (Auszug)
- 1950: Lilli-Lehmann-Medaille, Salzburg
- 1959: 1. „Orfeo d’Oro“, Mantua
- 1969: Schallplattenpreis „Orphée d’or“ der Académie du disque lyrique in Paris
- 1961: Edison-Preis der Gesellschaft für die Verbreitung der Schallplatte, Amsterdam
- 1961: Titel „Deutsche Kammersängerin“
- 1964: Ehrenmitglied der Königlich Schwedischen Musikakademie
- 1967: Stockholmer Fernsehpreis als beste europäische Sopranistin
- 1971: Hugo-Wolf-Medaille
- 1974: Großes Verdienstkreuz des Verdienstordens der Bundesrepublik Deutschland
- 1976: Goldenes Ehrenzeichen für Verdienste um das Land Wien
- 1982: Mozart-Medaille der Stadt Frankfurt
- 1983: Ehrenmitglied der Wiener Staatsoper und Ernennung zur Kammersängerin.
- 1986: Commandeur de l’Ordre des Arts et des Lettres
- 1991: Mozart-Medaille der UNESCO
- 2002: Ehrenmedaille der Bundeshauptstadt Wien in Gold
- 2006: Echo Klassik (Lebenswerk)

Der schwedische König Gustav VI. Adolf verlieh ihr 1964 den Orden „Litteris et artibus“. 1983 wurde sie in das Kapitel des Ordens Pour le mérite für Wissenschaft und Künste gewählt. 1990 wurde sie vom Land Baden-Württemberg zur Professorin ernannt. Schwarzkopf erhielt außerdem die Ehrendoktorwürden der Universität Cambridge (1976), der American University Washington (1982) und der Universität Glasgow (1990). Im Jahr 1992 erhob Königin Elisabeth II. sie zur Dame Commander des Order of the British Empire.

## Zitate
„In Duetten mit anderen guten Frauenstimmen (Irmgard Seefried, Elisabeth Grümmer) ergeben sich Klangmischungen, die zum Schönsten gehören, was man klanglich von Frauenstimmen überhaupt hören kann. Sie hat mit den Wortnuancierungen eines subtilen Schauspielers und den feinen Farben eines großen Malers gesungen.“

„Schwarzkopf hingegen […] verweigerte die direkte Körperlichkeit des Singens stets. Vielmehr ist das Technische für ihre Wirkung beherrschend: die makellose Intonation noch in höchster Höhe, die bis ins Letzte kultivierte Kopfstimme, ein unfassbar strenges Legato und das einheitliche Timbre über alle Register hinweg – sirenenhaft intensiv, doch stets mattglänzend wie Perlmutt.“

„Eine mustergültige Atemführung, eine ungeheuere Genauigkeit beim Übersetzen des musikalischen Textes, eine besondere Bevorzugung der sprachlichen Genauigkeit in der Verbindung mit dem Gesang. Also die Kombination zwischen Wort und Ton, das macht ihr so schnell keiner nach, bis zum heutigen Tag. Und dabei von einer Stimmschönheit, von einer voluminösen, aber nie übertrieben aufwendigen Stimme, sondern das ist so selbstverständlich und so ganz normal einfach alles abgelaufen. Für mich eines der großen Vorbilder der weiblichen Sängergarde.“

„In einer Passage seiner Erinnerungen hat er [Legge] beschrieben, wie er sie [Schwarzkopf] die Großen der Vergangenheit am Lautsprecher studieren ließ: Rosa Ponselle mit ihrem sahnigen Timbre, Meta Seinemeyer, die als deutscher Sopran italienischer sang als viele Italienerinnen, Frida Leiders dramatische Spannung, Lotte Lehmanns allumarmende Großherzigkeit – das alles sollte im Singen seiner Frau zur Synthese kommen. […] An all ihren Aufnahmen, die sie selbst liebte, […] ist die bis in die letzte Faser durchgearbeitete Kunstanstrengung zu spüren, eine Anstrengung, die sich aber in mühelosen Wohllaut aufzulösen schien.“

„Eine Marschallin, eine Ariadne, eine Gräfin im ‚Capriccio‘ und wer weiß wie vieles andere werden wir in dieser Qualität nie wieder hören. […] Der Begriff ‚Werktreue‘ verband sich bei ihr ungestört mit Phantasie und einem das Publikum unmittelbar gefangennehmenden Zugriff, wie er so dicht, so zwingend bei keiner ihrer Vorgängerinnen zu erleben war und sicher bei keiner nachfolgenden Künstlerin zu spüren sein wird.“

## Diskografie
- Elisabeth Schwarzkopf interprets songs by Wolf, Schubert, Strauss, Purcell, Arne & Quilter, Liedaufnahmen aus dem RIAS-Archiv von 1958, Mitwirkende: Elisabeth Schwarzkopf | Michael Raucheisen (audite 95.633, CD 2009).
- Johannes Brahms: Ein deutsches Requiem. EMI Classics, mit Dietrich Fischer-Dieskau, Dir.: Otto Klemperer
- Wolfgang Amadeus Mozart: Don Giovanni. EMI Classics – mit Eberhard Waechter, Joan Sutherland und unter Carlo Maria Giulini
- Wolfgang Amadeus Mozart: Così fan tutte. EMI Classics, mit Léopold Simoneau, Sesto Bruscantini, Dir.: Herbert von Karajan
- Wolfgang Amadeus Mozart: Così fan tutte. EMI Classics, mit Alfredo Kraus, Giuseppe Taddei, Dir.: Karl Böhm
- Elisabeth Schwarzkopf singt Lieder von Schubert, Schumann und Richard Strauss, EMI
- Elisabeth Schwarzkopf sings Operetta, Johann Strauß, Carl Zeller, Karl Millöcker, Franz Lehár u. a., Dir.: Otto Ackermann, EMI (1959)
- Engelbert Humperdinck: Hänsel und Gretel, EMI Classics, mit Elisabeth Grümmer, Dir.: Herbert von Karajan
- Johann Strauß: Die Fledermaus, mit Nicolai Gedda, Erich Kunz, Dir.: Herbert von Karajan
- Richard Strauss: Ariadne auf Naxos. mit Rita Streich, Irmgard Seefried, Hermann Prey, Dir.: Herbert von Karajan
- Richard Strauss: Capriccio. EMI Classics – mit Eberhard Waechter, Dietrich Fischer-Dieskau und unter Wolfgang Sawallisch
- Richard Strauss: Der Rosenkavalier. EMI Classics – als Marschallin unter Herbert von Karajan in einer Aufnahme von 1956
- Richard Strauss: Vier letzte Lieder und 12 Orchesterlieder, Dir.: George Szell, Emi-Classics, in Aufnahmen von 1966 und 1969
- Hugo Wolf: Italienisches Liederbuch, mit Dietrich Fischer-Dieskau, Gerald Moore, EMI Classics – Aufnahme von 1965/66
- Verdi: Requiem – Aufnahme 1964, ES, Christa Ludwig, Nicolai Gedda, Dir. C. M. Giulini,
- Verdi: Requiem – Aufnahme 1954, ES, di Stefano, Siepi, Dir. Victor de Sabata, Chor und Orch. Mailänder Scala
- Richard Wagner: Die Meistersinger von Nürnberg. – als Eva unter Herbert von Karajan in einer Live-Aufnahme (Bayreuther Festspiele) von 1951
- Beethoven: Missa solemnis D-Dur op. 123, Aufnahme Sept. 1958, ES, Ludwig, Gedda, Dir. H.v.Karajan, Philh. Orch. London

## Filmografie
- Elisabeth Schwarzkopf – Portrait einer Sängerin. Ein Film von Wolf-Eberhard von Lewinski. Produktion: SR. Ausstrahlung im Ersten anlässlich des 70. Geburtstages der Künstlerin im Dezember 1985.
- Die unerbittliche Kunst – Meisterkurs Lied bei Elisabeth Schwarzkopf. Ein Film von Syrthos J. Dreher, 92 Min., Stuttgart 1988, SDR. Gekürzte Fassung (60 Min.) ausgestrahlt in SWR 3, SRG/DRS und Classica. Originaltitel Ich will nicht grausam sein, aber es geht am schnellsten, später auf Wunsch von E. Schwarzkopf geändert. Unterteilt in 6 verschiedene Lektionen (z. B. „Vom Sitz der Stimme“, „Vom Legato“, „Vom Begreifen des Textes“, „Vom Klavierspiel“). Die letzte, „Das Vermächtnis“, ist ein 30-minütiges Interview.
- „Dich hab ich vernommen!“ Elisabeth Schwarzkopf unterrichtet Lieder von Hugo Wolf. Ein Film von Norbert Beilharz, 60 Min., Produktion: SWR, Erstausstrahlung: 12. Oktober 2003[19][20][21]
Dokumentation ihrer letzten Meisterklasse in der Internationalen Hugo-Wolf-Akademie Stuttgart in Wien mit Evgenia Grekova, Radu Cojocariu, Gundula Schneider, Agust Olafsson, Jae Eun Lee und Hartmut Höll am Klavier.
– Elisabeth Schwarzkopf-Masterclass ist derselbe Film um eine Viertelstunde gekürzt[22]
- Der Rosenkavalier. Film von Paul Czinner, mit Schwarzkopf, Edelmann, Jurinac, Kunz, Rothenberger, Dir. H. von Karajan, Salzburg 1960, 192 Min. auf DVD
- Elisabeth Schwarzkopf. A Viennese Evening. Ltg. Willi Boskowsky, Mitschnitt eines Wiener Abends, 31. Oktober 1963 von Radio Canada, DVD, s/w, 49 Min., Format 4:3, NTSC, auf Regionalcode achten. ES singt Wiener Blut, Sei nicht bös, Schenkt man sich Rosen in Tirol, Viljalied, Wien Wien
- Elisabeth Schwarzkopf soprano. Mitschnitte von Konzerten London 1961, London 1970 (Gerald Moore) und Paris 1967 (Dirigent: Berislav Klobučar). Teils s/w. DVD medici arts NTSC.
- Mitwirkung in den Spielfilmen Der Verteidiger hat das Wort, Deutschland 1943/1944 mit R. Fernau und Heinrich George und Das Mädchen von Saint Coeur, Kurzspielfilm von 1939/1940, beide lagernd im Bundesfilmarchiv in Berlin-Wilmersdorf, Rechte bei der Murnaustiftung
- Filmporträt von 1986 von Alan Benson, GB. Dauer 60 min. E.S. spricht über ihr Leben und ihre Karriere. Eindrücke aus dem Meisterkurs in Aldeburgh ergänzen das Filmporträt.
- E.S. Masterclass. Dokumentation, Deutschland, 2000, 60 min. ES hat sich beobachten lassen, wie sie die russische Sängerin Evgenia Grekova bei ihrer letzten Masterclass unterrichtete. Gemeinsam geübt haben sie Mozarts Pamina.
- E.S. im Gespräch mit August Everding. Da Capo Erstsendung vom 17. Mai 1986, 60 min.
- E.S. im Gespräch mit Karl Löbl am 12. Dezember 2004 live aus der Wiener Staatsoper. 55 min